# Dombasle-en-Xaintois
Pour les articles homonymes, voir Dombasle.
Dombasle-en-Xaintois est une commune française située dans le département des Vosges, en région Grand Est.
Ses habitants sont appelés les Dombaslois.

## Géographie

### Localisation
| Totainville       |                      | Oëlleville          |
| Ménil-en-Xaintois | Dombasle-en-Xaintois | Rouvres-en-Xaintois |
|                   | Rouvres-en-Xaintois  | Rouvres-en-Xaintois |

|  |

La commune rurale s'étire le long de la route départementale D 166, entre Ménil-en-Xaintois et Rouvres-en-Xaintois. Châtenois est à 12 kilomètres vers l'ouest, Mirecourt à 13 kilomètres vers l'est.

### Géologie et relief
L'aquifère karstique du Bajocien moyen et inférieur contribue à l'alimentation en eau potable de 54 communes.

### Hydrographie et les eaux souterraines
Hydrogéologie et climatologie : Système d’information pour la gestion des eaux souterraines du bassin Rhin-Meuse :
Territoire communal : Occupation du sol (Corinne Land Cover); Cours d'eau (BD Carthage),
Géologie : Carte géologique; Coupes géologiques et techniques,
 Hydrogéologie : Masses d'eau souterraine; BD Lisa; Cartes piézométriques.

#### Réseau hydrographique
La commune est située dans le bassin versant du Rhin et le bassin versant de la Meuse au sein du bassin Rhin-Meuse. Elle est drainée par le ruisseau le Canal de l'Etang, le ruisseau le Cochon et le ruisseau du Puits de Haie,.

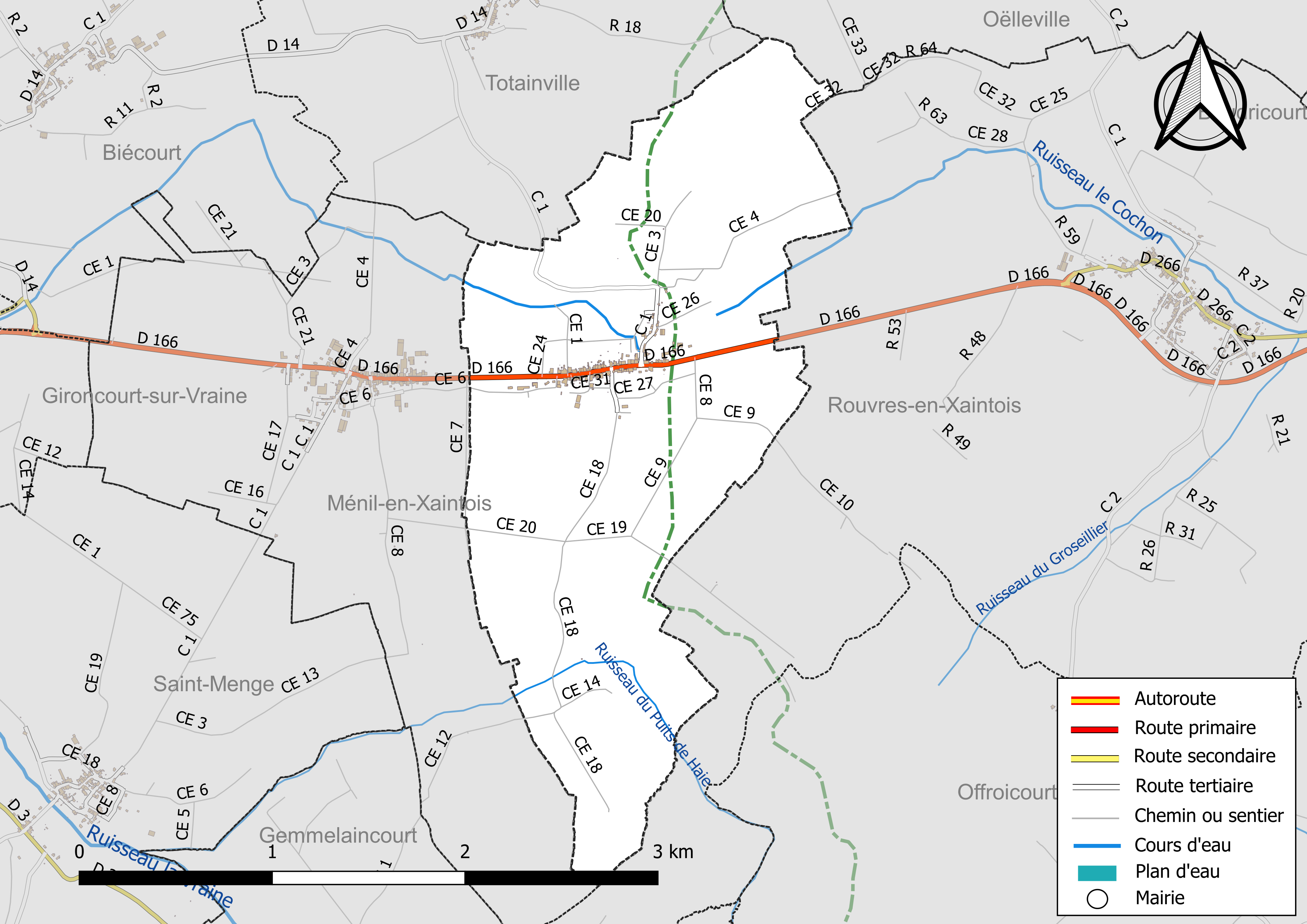
Réseaux hydrographique et routier de Dombasle-en-Xaintois.

#### Gestion et qualité des eaux
Le territoire communal est couvert par le schéma d'aménagement et de gestion des eaux (SAGE) « Nappe des Grès du Trias Inférieur ». Ce document de planification, dont le territoire comprend le périmètre de la zone de répartition des eaux de la nappe des Grès du trias inférieur (GTI), d'une superficie de 1 497 km2, est en cours d'élaboration. L’objectif poursuivi est de stabiliser les niveaux piézométriques de la nappe des GTI et atteindre l'équilibre entre les prélèvements et la capacité de recharge de la nappe. Il doit être cohérent avec les objectifs de qualité définis dans les SDAGE Rhin-Meuse et Rhône-Méditerranée. La structure porteuse de l'élaboration et de la mise en œuvre est le conseil départemental des Vosges.
La qualité des eaux de baignade et des cours d’eau peut être consultée sur un site dédié géré par les agences de l’eau et l’Agence française pour la biodiversité.

### Climat
Pour des articles plus généraux, voir Climat du Grand Est et Climat des Vosges.
En 2010, le climat de la commune est de type climat de montagne, selon une étude du Centre national de la recherche scientifique s'appuyant sur une série de données couvrant la période 1971-2000. En 2020, Météo-France publie une typologie des climats de la France métropolitaine dans laquelle la commune est exposée à un climat océanique altéré et est dans la région climatique  Lorraine, plateau de Langres, Morvan, caractérisée par un hiver rude (1,5 °C), des vents modérés et des brouillards fréquents en automne et hiver.
Pour la période 1971-2000, la température annuelle moyenne est de 9,5 °C, avec une amplitude thermique annuelle de 16,7 °C. Le cumul annuel moyen de précipitations est de 923 mm, avec 12,7 jours de précipitations en janvier et 9,4 jours en juillet. Pour la période 1991-2020, la température moyenne annuelle observée sur la station météorologique de Météo-France la plus proche, « Mirecourt-inra », sur la commune de Mirecourt à 10 km à vol d'oiseau, est de 10,4 °C et le cumul annuel moyen de précipitations est de 824,3 mm. 
La température maximale relevée sur cette station est de 39,5 °C, atteinte le 25 juillet 2019 ; la température minimale est de −19,5 °C, atteinte le 20 décembre 2009,,.
Les paramètres climatiques de la commune ont été estimés pour le milieu du siècle (2041-2070) selon différents scénarios d'émission de gaz à effet de serre à partir des nouvelles projections climatiques de référence DRIAS-2020. Ils sont consultables sur un site dédié publié par Météo-France en novembre 2022.

## Urbanisme

### Typologie
Au 1er janvier 2024, Dombasle-en-Xaintois est catégorisée commune rurale à habitat dispersé, selon la nouvelle grille communale de densité à sept niveaux définie par l'Insee en 2022.
Elle est située hors unité urbaine et hors attraction des villes,.

### Occupation des sols
L'occupation des sols de la commune, telle qu'elle ressort de la base de données européenne d’occupation biophysique des sols Corine Land Cover (CLC), est marquée par l'importance des territoires agricoles (70,8 % en 2018), en diminution par rapport à 1990 (78,1 %). La répartition détaillée en 2018 est la suivante : 
prairies (40,1 %), terres arables (30,8 %), forêts (21,9 %), zones urbanisées (7,3 %). L'évolution de l’occupation des sols de la commune et de ses infrastructures peut être observée sur les différentes représentations cartographiques du territoire : la carte de Cassini (XVIIIe siècle), la carte d'état-major (1820-1866) et les cartes ou photos aériennes de l'IGN pour la période actuelle (1950 à aujourd'hui).

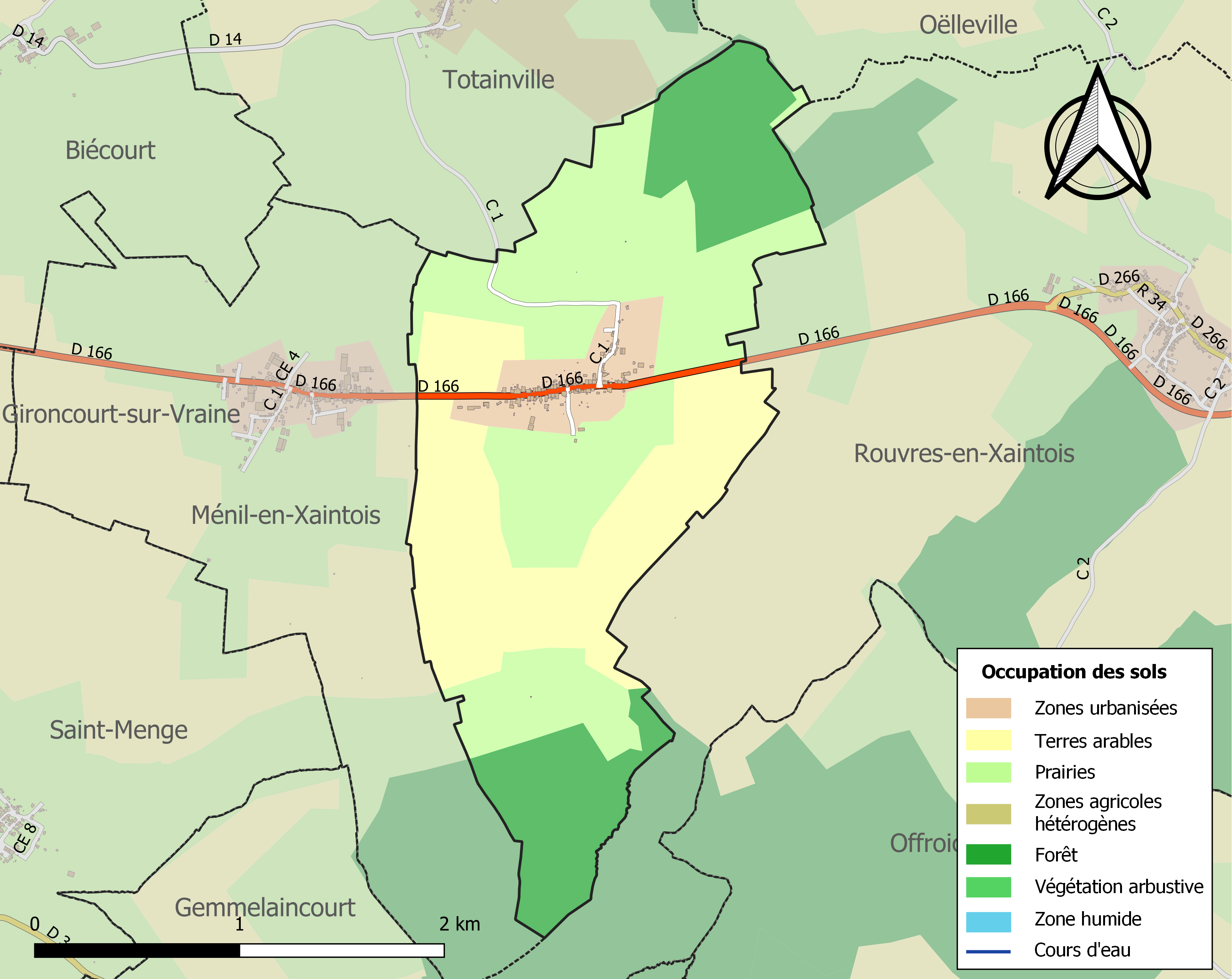
Carte des infrastructures et de l'occupation des sols de la commune en 2018 (CLC).

### Voies de communications et transports

#### Voies routières
- A31 (aussi appelée autoroute de Lorraine-Bourgogne). Échangeurs Châtenois, Bulgnéville.

#### Transports en commun
- Fluo Grand Est.

#### Lignes SNCF
- Gare de Contrexéville
- Gare de Vittel

#### Transports aériens
- Aéroport d'Épinal-Mirecourt « Vosges Aéroport ».

À partir de l'été 2021, l’aéroport d’Épinal-Mirecourt devient le pélicandrome de la Zone Est et servira ainsi de base de ravitaillement et d’intervention pour les avions bombardiers d’eau Q Series ou de Havilland Canada DHC-8, aussi connu sous le nom de Dash 8.

## Toponymie
Le nom de la localité est attesté sous les formes Dommibasolum (1127) ; Ecclesiam de Dompno Basolo (XIIe siècle) ; Donballe (avant 1466) ; Dompbaisle on Sainctois, on Syontois (1477) ; Dambasle au Sainctoix (1481) ; Dompbaisle, Dombaille (1572) ; Dombasle on Sainctoys (1580) ; Dombasle on Sainctois (1585) ; Dombasle en Sainctois (1594) ; Dombasle on Saintois (1597) ; Domballe on Sainctois (1607) ; Dombasle on St Tois (1628) ; Dombâle en Xaintoix (1751) ; Dombâle-en-Saintois (1779) ; Dombasle St Ois (XVIIIe siècle).

Du bas latin domnus (seigneur) et le nom d'un saint. Dombasle est un hagiotoponyme caché qui fait référence à saint Basle de Verzy, ermite du VIe siècle.
Le Saintois est une région naturelle de la région Lorraine, en France. Elle est située au sud du département de Meurthe-et-Moselle et déborde dans le département des Vosges, prenant alors le nom de Xaintois.

## Histoire
La commune doit son nom à un ermite du VIe siècle, Basle de Verzy.
La seigneurie de Dombasle appartenait au duc de Lorraine. Tous les habitants de ce village étaient tenus de se présenter devant le maire le lendemain des fêtes de la Saint-Georges et de la Saint-Remy, pour faire déclaration de leur bétail et payer six deniers par cheval, bœuf ou vache tirant, trois deniers par vache qui ne porte fruit et ne tire, un denier par chèvre, veau et pourceau. Personne ne pouvait posséder des héritages à Dombasle sans s’être fait recevoir bourgeois entre les mains du maire. Quand on s’était fait recevoir bourgeois, on devait au maire 18 deniers pour une fois et autant au roi par année.
La commune relevait du bailliage de Mirecourt. De 1790 à l’an IX, Dombasle-en-Xaintois fait partie du canton de Rouvres-en-Xaintois, canton inclus dans celui de Mirecourt dès 1801.
Dombasle dépendait au spirituel de Ménil, où l’abbé de Chaumousey avait droit de patronage. Le curé avait à Dombasle le tiers de la grosse dîme et toute la menue ; un tiers était à l’abbé de Chaumousey et l’autre tiers à l’abbé de Flabémont.
L’actuelle église, dédiée à saint Basle, était annexe de Ménil-en-Xaintois. Elle fut construite en 1870. La mairie et l’école furent édifiées en 1835.

## Politique et administration

### Découpage territorial
Par arrêté préfectoral du 15 septembre 2023, la commune est retirée le 1er janvier 2024 de l'arrondissement d'Épinal et rattachée à l'arrondissement de Neufchâteau.

### Liste des maires
| Période                                  | Période                        | Identité          | Étiquette | Qualité |
| ---------------------------------------- | ------------------------------ | ----------------- | --------- | ------- |
| Les données manquantes sont à compléter. |                                |                   |           |         |
|                                          | mars 2001                      | Gilbert Delpierre |           |         |
| mars 2001                                | mars 2008                      | François Huin     |           |         |
| mars 2008                                | mars 2020                      | Christian Picard  |           |         |
| mars 2020                                | En cours (au 03 novembre 2024) | René Gasquin      |           | [ 22 ]  |

### Budget et fiscalité 2022

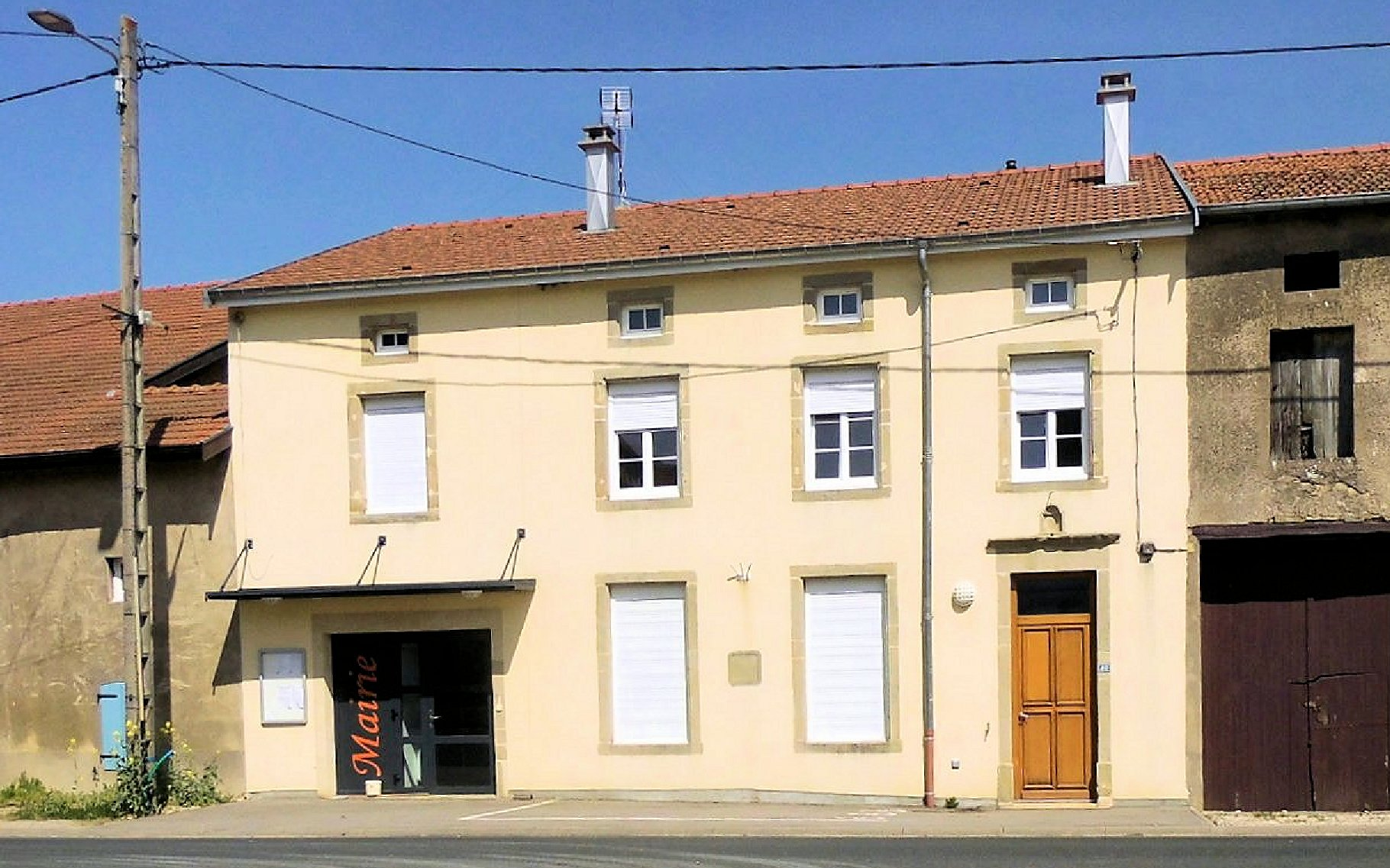
La mairie.

En 2022, le budget de la commune était constitué ainsi :
- total des produits de fonctionnement : 84 000 €, soit 695 € par habitant ;
- total des charges de fonctionnement : 56 000 €, soit 478 € par habitant ;
- total des ressources d'investissement : 34 000 €, soit 283 € par habitant ;
- total des emplois d'investissement : 26 000 €, soit 217 € par habitant ;
- endettement : 0 €, soit 0 € par habitant.

Avec les taux de fiscalité suivants :
- taxe d'habitation : 21,53 % ;
- taxe foncière sur les propriétés bâties : 36,79 % ;
- taxe foncière sur les propriétés non bâties : 18,82 % ;
- taxe additionnelle à la taxe foncière sur les propriétés non bâties : 0,00 % ;
- cotisation foncière des entreprises : 0,00 %.

Chiffres clés Revenus et pauvreté des ménages en 2021 : médiane en 2021 du revenu disponible, par unité de consommation : 21 980 €.

## Population et société

### Démographie

#### Évolution démographique
L'évolution du nombre d'habitants est connue à travers les recensements de la population effectués dans la commune depuis 1793. Pour les communes de moins de 10 000 habitants, une enquête de recensement portant sur toute la population est réalisée tous les cinq ans, les populations de référence des années intermédiaires étant quant à elles estimées par interpolation ou extrapolation. Pour la commune, le premier recensement exhaustif entrant dans le cadre du nouveau dispositif a été réalisé en 2004.

En 2022, la commune comptait 124 habitants, en évolution de −1,59 % par rapport à 2016 (Vosges : −2,96 %, France hors Mayotte : +2,11 %).
| 1793 | 1800 | 1806 | 1821 | 1831 | 1836 | 1841 | 1846 | 1856 |
| ---- | ---- | ---- | ---- | ---- | ---- | ---- | ---- | ---- |
| 171  | 194  | 180  | 221  | 285  | 289  | 284  | 287  | 291  |

| 1861 | 1866 | 1876 | 1881 | 1886 | 1891 | 1896 | 1901 | 1906 |
| ---- | ---- | ---- | ---- | ---- | ---- | ---- | ---- | ---- |
| 294  | 294  | 266  | 271  | 259  | 235  | 228  | 207  | 206  |

| 1911 | 1921 | 1926 | 1931 | 1936 | 1946 | 1954 | 1962 | 1968 |
| ---- | ---- | ---- | ---- | ---- | ---- | ---- | ---- | ---- |
| 199  | 160  | 164  | 159  | 158  | 154  | 162  | 157  | 146  |

| 1975 | 1982 | 1990 | 1999 | 2004 | 2006 | 2009 | 2014 | 2019 |
| ---- | ---- | ---- | ---- | ---- | ---- | ---- | ---- | ---- |
| 141  | 148  | 139  | 119  | 120  | 123  | 119  | 118  | 120  |

| 2022 | - | - | - | - | - | - | - | - |
| ---- | - | - | - | - | - | - | - | - |
| 124  | - | - | - | - | - | - | - | - |

### Enseignement
Établissements d'enseignements :
- Écoles maternelles et primaires à Rouvres-en-Xaintois, Oëlleville, Baudricourt, Gironcourt-sur-Vraine, Houécourt.
- Collèges à Mirecourt, Mandres-sur-Vair, Châtenois, Vittel, Contrexéville.
- Lycées à Mirecourt, Mandres-sur-Vair, Contrexéville, Neufchâteau.

### Santé
Professionnels et établissements de santé :
- Médecins à Gironcourt-sur-Vraine, Remoncourt, Mirecourt, Mattaincourt, Vicherey, Vittel.
- Pharmacies à Gironcourt-sur-Vraine, Remoncourt, Mirecourt, Mattaincourt, Vicherey, Vittel.
- Hôpitaux à Mirecourt, Mattaincourt, Vittel, Ville-sur-Illon.

### Cultes
- Culte catholique, Paroisse Saint-Pierre-Fourier[31], Diocèse de Saint-Dié.

## Économie

### Entreprises et commerces

#### Agriculture
- Culture de légumes, de melons, de racines et de tubercules[32].
- Élevage de chevaux[33].

## Culture locale et patrimoine

### Lieux et monuments

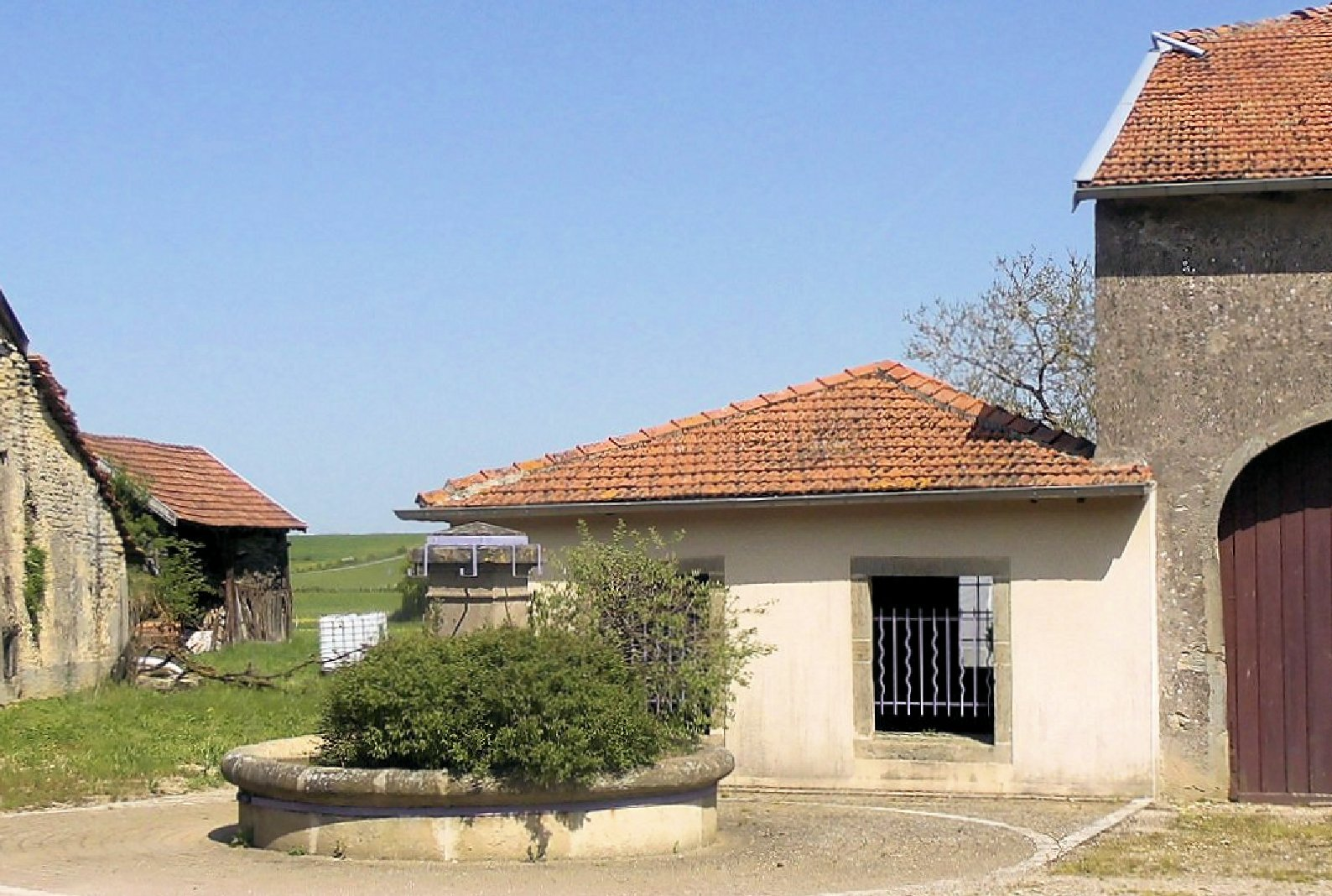
Lavoir.

- L'église Saint-Basle, construite en 1870, inscrite sur l'inventaire supplémentaire des monuments historiques, est la première église du village car la paroisse était celle de Ménil-en-Xaintois avant ça.

L'église a été restaurée en 2019.
Le clocher contient au moins une cloche qui chante le La3, fondue au XVIIIe ou début XIXe siècle elle vient sûrement de Ménil-en-Xaintois.
- Patrimoine rural recensé par le service régional de l'Inventaire général du patrimoine culturel[35],[36].

Lavoir.
- Monument aux morts[37],[38].

### Personnalités liées à la commune
- Nicolas Chopot (1769-1843), garde du génie de 2e classe, chevalier de la Légion d'honneur, né à Dombasle-en-Xaintois[39].
- Paul Charles Bouchon[40],[41]
- Charles François Collot, 1er régiment de grenadiers à pied de la Garde impériale, Médaillé de Sainte-Hélène[42].

## Pour approfondir